# Amblycerus teutoniensis
Amblycerus teutoniensis is een keversoort uit de familie bladkevers (Chrysomelidae). De wetenschappelijke naam van de soort werd in 1993 gepubliceerd door Ribeiro-Costa & Kingsolver.